# Louis Rossi
Louis Rossi (ur. 23 czerwca 1989 w Le Mans) – francuski motocyklista, który obecnie ściga się w pośredniej klasie Motocyklowych Mistrzostw Świata, Moto2.

## Kariera

### 125cc
Louis Rossi zadebiutował w Motocyklowych Mistrzostwach Świata w 2008 roku, wówczas była to jeszcze kategoria 125cc, a Francuz ścigał się na Hondzie zespołu FFM. Rok później Rossi nie brał w ogóle udziału w MMŚ, jednak sezon 2010 to już powrót z zespołem CBC Corse, z którym zdobył swoje pierwsze punkty do klasyfikacji generalnej (14. miejsce w Grand Prix Czech). Zmagania w 2011 rozpoczął już z zespołem Matteoni Racing, a jego najlepszym wynikiem była 9 pozycja w Grand Prix Australii.

### Moto3
Gdy 125cc przekształcono na Moto3, Rossi dołączył do zespołu Racing Team Germany, został zapamiętany przede wszystkim dzięki wspaniałemu zwycięstwu we Francji, wyścig odbywał się przy bardzo trudnych warunkach atmosferycznych (mocno padający deszcz).

### Moto2
Rok 2013 to już zmiana kategorii na Moto2, gdzie Francuz ścigał się na maszynie teamu Tech3, jego partnerem był Brytyjczyk Danny Kent. Najlepszym wynikiem w tamtym sezonie to 13. miejsce w Holandii na torze Assen, ogólnie zgromadził jedynie 4 punkty, co dało mu 24 pozycję w klasyfikacji generalnej pod koniec sezonu. W 2014 ścigał się dla zespołu Stop & Go Racing Team (klasa Moto2), ale nie odniósł znaczących sukcesów, podobnie jak sezon później, w którym uzbierał dla Tasca Racing Scuderia Moto2 7 punktów, co dało mu 25. lokatę w klasyfikacji generalnej.

## Statystyki

### Sezony
| Sezon | Klasa | Motocykl  | Wyścigi | Wygrane | Podia | PP | FLap | Pkt. | Msc. |
| ----- | ----- | --------- | ------- | ------- | ----- | -- | ---- | ---- | ---- |
| 2007  | 125cc | Honda     | 1       | 0       | 0     | 0  | 0    | 0    | NC   |
| 2008  | 125cc | Honda     | 12      | 0       | 0     | 0  | 0    | 0    | NC   |
| 2010  | 125cc | Aprilia   | 17      | 0       | 0     | 0  | 0    | 2    | 28   |
| 2011  | 125cc | Aprilia   | 17      | 0       | 0     | 0  | 0    | 31   | 17   |
| 2012  | Moto3 | FTR Honda | 17      | 1       | 1     | 0  | 0    | 86   | 11   |
| 2013  | Moto2 | Tech 3    | 17      | 0       | 0     | 0  | 0    | 6    | 24   |
| 2014  | Moto2 | Kalex     | 18      | 0       | 0     | 0  | 0    | 18   | 26   |
| 2015  | Moto2 | Tech 3    | 16      | 0       | 0     | 0  | 0    | 7    | 25   |
| Razem |       |           | 115     | 1       | 1     | 0  | 0    | 150  |      |

### Starty
| Rok  | Klasa | Motocykl  | 1      | 2      | 3      | 4      | 5      | 6      | 7      | 8      | 9      | 10     | 11     | 12     | 13     | 14      | 15     | 16     | 17     | 18     | Poz. | Pkt. |
| ---- | ----- | --------- | ------ | ------ | ------ | ------ | ------ | ------ | ------ | ------ | ------ | ------ | ------ | ------ | ------ | ------- | ------ | ------ | ------ | ------ | ---- | ---- |
| 2007 | 125cc | Honda     | QAT    | SPA    | TUR    | CHN    | FRA    | ITA    | CAT    | GBR    | NED    | GER    | CZE    | RSM    | POR 24 | JPN     | AUS    | MAL    | VAL    |        | NS   | 0    |
| 2008 | 125cc | Honda     | QAT 25 | SPA 24 | POR    | CHN 18 | FRA 19 | ITA 32 | CAT 25 | GBR 23 | NED 24 | GER 21 | CZE 29 | RSM 23 | IND    | JPN     | AUS    | MAL    | VAL 23 |        | NS   | 0    |
| 2010 | 125cc | Aprilia   | QAT 17 | SPA NU | FRA 21 | ITA NU | GBR 19 | NED 19 | CAT 17 | GER NU | CZE 14 | IND NU | RSM 19 | ARA NU | JPN 18 | MAL 17  | AUS 17 | POR NU | VAL NU |        | 28   | 2    |
| 2011 | 125cc | Aprilia   | QAT 15 | SPA 14 | POR NU | FRA 13 | CAT 12 | GBR 13 | NED 30 | ITA NU | GER 18 | CZE 15 | IND 12 | RSM NU | ARA NU | JPN DNS | AUS 9  | MAL 18 | VAL 10 |        | 17th | 31   |
| 2012 | Moto3 | FTR Honda | QAT 9  | SPA NU | POR NU | FRA 1  | CAT 4  | GBR NU | NED 5  | GER NU | ITA NU | IND 13 | CZE 17 | RSM NU | ARA 7  | JPN 8   | MAL NU | AUS 20 | VAL 6  |        | 11   | 86   |
| 2013 | Moto2 | Tech 3    | QAT NU | AME 24 | SPA 25 | FRA 15 | ITA 26 | CAT NU | NED 13 | GER 22 | IND 24 | CZE 20 | GBR 24 | RSM 20 | ARA 18 | MAL 17  | AUS NU | JPN NU | VAL 23 |        | 25   | 4    |
| 2014 | Moto2 | Kalex     | QAT 10 | AME NU | ARG 25 | SPA NU | FRA NU | ITA 20 | CAT 15 | NED 28 | GER 13 | IND 13 | CZE 16 | GBR 17 | RSM 26 | ARA 20  | JPN 16 | AUS 12 | MAL NU | VAL 15 | 26   | 18   |
| 2015 | Moto2 | Tech 3    | QAT 9  | AME 22 | ARG NU | SPA NU | FRA 23 | ITA 20 | CAT 23 | NED NU | GER NU | IND NU | CZE NU | GBR 27 | RSM 19 | ARA 23  | JPN 20 | AUS 23 | MAL 18 | VAL NW | 25   | 7    |